# Erionomus
Erionomus es un género de coleóptero de la familia Passalidae.

## Especies
Las especies de este género son:
- Erionomus alterego
- Erionomus connatus
- Erionomus latericrinitus
- Erionomus pilosus
- Erionomus planiceps
- Erionomus platypleura
- Erionomus studti